# Monts de Vaucluse
De Monts de Vaucluse zijn een Frans bergmassief dat deel uitmaakt van de Franse Voor-Alpen. Het massief ligt in de Provence, in de departementen Vaucluse en Alpes-de-Haute-Provence. Het massief ligt ten noorden van de Luberon en ten zuiden van de Baronnies.

## Beschrijving
Het massief is in een oost-westelijke richting georiënteerd. In brede zin bestaan de Monts de Vaucluse uit twee delen. Het noordelijke deel bestaat uit de ketens van de Mont Ventoux - met 1912 meter het hoogste punt van de Monts de Vaucluse - en de Montagne de Lure (1393 m). In het noordwesten liggen de Dentelles de Montmirail: een groep naaldvormige toppen. Het zuidelijke deel van de Monts de Vaucluse bestaat uit een middelhoog plateau met een hoogte tussen de 800 en 1000 meter. Dit plateau bereikt een hoogste punt bij het Signal de Saint-Pierre (1256 m).
Soms worden de Montagne de Lure en de Mont Ventoux niet tot de Monts de Vaucluse gerekend. In dat geval bestaan deze enkel uit het bovengenoemde zuidelijke deel met de Signal de Saint-Pierre als hoogste punt.
Ten zuiden van de Monts de Vaucluse ligt de vallei van de Calavon en de Luberon. In de ruime omschrijving scheidden de riviertjes Toulourenc en Jabron de Monts de Vaucluse van de Baronnies. In het westen en noordwesten ligt de vlakte van het Comtat Venaissin; in het oosten de vallei van de Durance.